# Jean Girault
Jean Girault (n. 9 mai 1924, Villenauxe-la-Grande – d. 24 iulie 1982, Paris) a fost un regizor de film, scenarist și dramaturg francez. A regizat peste treizeci de filme în perioada 1960 - 1982.

## Biografie și carieră
A fost căsătorit cu actrița Françoise Jourdanet și au avut o fiică împreună Dominica, al cărei naș a fost Louis de Funes.
Majoritatea filmelor regizate de Girault au fost comedii, multe cu Louis de Funes. Girault a murit la 58 de ani în timpul filmărilor la ultimul sau film (Jandarmul și jandarmerițele), din cauza tuberculozei. Este înmormântat în cimitirul parizian Bagneux din Hauts-de-Seine.

## Filmografie

### Ca regizor
- 1960 Les pique-assiette, cu Darry Cowl și Francis Blanche
- 1960 Les Moutons de Panurge, cu Darry Cowl
- 1961 Les Livreurs, cu Darry Cowl și Francis Blanche
- 1963 Les Veinards, co-regizor)
- 1963 Les Bricoleurs, cu Darry Cowl și Francis Blanche
- 1963 Puic, Puic (Pouic-Pouic), cu Louis de Funès și Jacqueline Maillan
- 1964 Aruncați banca în aer (Faites sauter la banque!), cu Louis de Funès și Jean-Pierre Marielle
- 1964 Jandarmul din Saint-Tropez (Le Gendarme de Saint-Tropez), cu Louis de Funès
- 1964 Les gorilles, cu Darry Cowl și Francis Blanche
- 1965 Jandarmul la New York (Le gendarme à New York), cu Louis de Funès
- 1966 Monsieur le président-directeur général, cu Pierre Mondy, Michel Galabru și Jacqueline Maillan
- 1967 Marile vacanțe (Les grandes vacances), cu Louis de Funès
- 1968 Un drôle de colonel, cu Jean Lefebvre și Jean Yanne
- 1968 Jandarmul se însoară (Le gendarme se marie), cu Louis de Funès
- 1969 La maison de campagne, cu Jean Richard
- 1970 Jandarmul la plimbare (Le gendarme en balade), cu Louis de Funès
- 1971 Le Juge, cu Pierre Perret
- 1971 Jo, cu Louis de Funès
- 1972 Les charlots font l'Espagne, cu Les Charlots
- 1973 Le concierge, cu Bernard Le Coq, Michel Galabru și Daniel Ceccaldi
- 1974 Permisul de conducere (Le permis de conduire), cu Louis Velle
- 1974 Deux grandes filles dans un pyjama, cu Philippe Nicaud
- 1974 Les murs ont des oreilles, cu Louis Velle
- 1975 L'intrépide, cu Louis Velle
- 1976 L'année sainte, cu Jean Gabin
- 1977 Le mille-pattes fait des claquettes, cu Francis Perrin
- 1978 L'horoscope
- 1979 Jandarmul și extratereștrii (Le gendarme et les extra-terrestres), cu Louis de Funès
- 1980 Avarul, cu Louis de Funès
- 1981 Ach du lieber Harry, cu Dieter Hallervorden
- 1981 La Soupe aux choux, cu Louis de Funès
- 1982 Jandarmul și jandarmerițele (Le gendarme et les gendarmettes), cu Louis de Funès

### Ca scenarist
- 1952 Un jour avec vous
- 1967 Les grandes vacances
- 1980 Avarul (L'avare)

## Teatru

### Ca dramaturg
- 1951: L'Amour, toujours l'amour de Jean Girault și Jacques Vilfrid, scenografie Pierre Mondy, Théâtre Antoine
- 1952: Sans cérémonie de Jean Girault și Jacques Vilfrid, Théâtre Daunou. Ecranizată în 1963 ca Puic, Puic.
- 1969: S.O.S. Homme seul de Jean Girault și Jacques Vilfrid, scenografie Michel Vocoret, Théâtre des Nouveautés

## Legături externe
- Jean Girault la IMDb
- Jean Girault la CineMagia